# 25. ceremonia wręczenia Złotych Globów
Złote Globy 1967 przyznawano 24 lutego 1968 roku w Beverly Hilton Hotel w Los Angeles.
Nagroda Henrietty dla popularnych aktorów: Laurence Harvey i Julie Andrews.
Nagroda im. Cecila DeMille’a za całokształt twórczości: Kirk Douglas.

## Kino

### Najlepszy film dramatyczny
W upalną noc, reż. Norman Jewison

nominacje:
- Bonnie i Clyde, reż. Arthur Penn
- Z dala od zgiełku, reż. John Schlesinger
- Z zimną krwią, reż. Richard Brooks
- Zgadnij, kto przyjdzie na obiad, reż. Stanley Kramer

### Najlepsza komedia/musical
Absolwent, reż. Mike Nichols

nominacje:
- Camelot, reż. Joshua Logan
- Doktor Dolittle, reż. Richard Fleischer
- Na wskroś nowoczesna Millie, reż. George Roy Hill
- Poskromienie złośnicy, reż. Franco Zeffirelli

### Najlepszy aktor dramatyczny
Rod Steiger – W upalną noc

nominacje:
- Alan Bates – Z dala od zgiełku
- Warren Beatty – Bonnie i Clyde
- Paul Newman – Nieugięty Luke
- Sidney Poitier – W upalną noc
- Spencer Tracy – Zgadnij, kto przyjdzie na obiad (pośmiertna)

### Najlepsza aktorka dramatyczna
Edith Evans – Szepczące ściany

nominacje:
- Faye Dunaway – Bonnie i Clyde
- Audrey Hepburn – Doczekać zmroku
- Katharine Hepburn – Zgadnij, kto przyjdzie na obiad
- Anne Heywood – The Fox

### Najlepszy aktor w komedii/musicalu
Richard Harris – Camelot

nominacje:
- Richard Burton – Poskromienie złośnicy
- Rex Harrison – Doktor Dolittle
- Dustin Hoffman – Absolwent
- Ugo Tognazzi – Mężczyzna kochający

### Najlepsza aktorka w komedii/musicalu
Anne Bancroft – Absolwent

nominacje:
- Julie Andrews – Na wskroś nowoczesna Millie
- Audrey Hepburn – Dwoje na drodze
- Shirley MacLaine – Siedem razy kobieta
- Vanessa Redgrave – Camelot

### Najlepszy aktor drugoplanowy
Richard Attenborough – Doktor Dolittle

nominacje:
- John Cassavetes – Parszywa dwunastka
- George Kennedy – Nieugięty Luke
- Michael J. Pollard – Bonnie i Clyde
- Efrem Zimbalist Jr. – Doczekać zmroku

### Najlepsza aktorka drugoplanowa
Carol Channing – Na wskroś nowoczesna Millie

nominacje:
- Quentin Dean – W upalną noc
- Lillian Gish – Haiti – wyspa przeklęta
- Lee Grant – W upalną noc
- Prunella Ransome – Z dala od zgiełku
- Beah Richards – Zgadnij, kto przyjdzie na obiad

### Najlepsza reżyseria
Mike Nichols – Absolwent

nominacje:
- Norman Jewison – W upalną noc
- Stanley Kramer – Zgadnij, kto przyjdzie na obiad
- Arthur Penn – Bonnie i Clyde
- Mark Rydell – The Fox

### Najlepszy scenariusz
Stirling Silliphant – W upalną noc

nominacje:
- Buck Henry i Calder Willingham – Absolwent
- Robert Benton i David Newman – Bonnie i Clyde
- Lewis John Carlino i Howard Koch – The Fox
- William Rose – Zgadnij, kto przyjdzie na obiad

### Najlepsza muzyka
Frederick Loewe – Camelot

nominacje:
- Elmer Bernstein – Na wskroś nowoczesna Millie
- Leslie Bricusse – Doktor Dolittle
- Francis Lai – Żyć, aby żyć
- Henry Mancini – Dwoje na drodze

### Najlepsza piosenka
Frederick Loewe (muzyka), Alan Jay Lerner (słowa)  – „If Ever I Should Leave You” z filmu Camelot

nominacje:
- Leslie Bricusse – „Talk to the Animals” z filmu Doktor Dolittle
- Jerry Styner (muzyka/słowa), Guy Hemric (muzyka/słowa) – „Please Don't Gamble with Love” z filmu Ski Fever
- Jimmy Van Heusen, Sammy Cahn – „Thoroughly Modern Millie” z filmu Na wskroś nowoczesna Millie
- Norman Gimbel, Francis Lai – „Des Ronds dans l’Eau” z filmu Żyć, aby żyć

### Najlepszy film zagraniczny
Żyć, aby żyć, reż. Claude Lelouch  Francja

nominacje:
- Miłość Elwiry Madigan, reż. Bo Widerberg  Szwecja
- Mężczyzna kochający, reż. Pietro Germi  Francja/ Włochy
- Pociągi pod specjalnym nadzorem, reż. Jiri Menzel  Czechosłowacja
- Obcy, reż. Luchino Visconti  Francja

### Najlepszy anglojęzyczny film zagraniczny
The Fox, reż. Mark Rydell  Kanada

nominacje:
- Wypadek, reż. Joseph Losey  Wielka Brytania
- Żartownisie, reż. Michael Winner  Wielka Brytania
- Smashing Time, reż. Desmond Davis  Wielka Brytania
- Ulysses, reż. Joseph Strick  Wielka Brytania
- Szepczące ściany, reż. Bryan Forbes  Wielka Brytania

### Najbardziej obiecujący aktor
Dustin Hoffman – Absolwent

nominacje:
- Oded Kotler – Trzy dni i dziecko
- Franco Nero – Camelot
- Michael J. Pollard – Bonnie i Clyde
- Tommy Steele – The Happiest Millionaire

### Najbardziej obiecująca aktorka
Katharine Ross – Absolwent

nominacje:
- Greta Baldwin – Rogues' Gallery
- Pia Degermark – Miłość Elwiry Madigan
- Faye Dunaway – Bonnie i Clyde
- Katharine Houghton – Zgadnij, kto przyjdzie na obiad
- Sharon Tate – Dolina lalek